# Musik til fem digte af Nils Collett Vogt's Septemberbrand
Musik til fem digte af Nils Collett Vogt's Septemberbrand is een verzameling liedjes gecomponeerd door Hjalmar Borgstrøm. Het zijn toonzettingen van een vijftal gedichten van Nils Collett Vogt, die in 1907 gebundeld waren in Septemberbrand. 
De vijf gedichten zijn:
1. Småpiger
2. Lyng
3. Svalerna
4. Valmuen
5. Frossen skog

Van de gedichten 3, 4 en 5 is een eerste uitvoering bekend op 1 april 1910. De zanger was Thorvald Lammers, de pianist was Eyvind Alnæs. Marta Sandal zong op 19 oktober 1910 ook een aantal. Van een aantal liedjes is een opname bekend op een zeer klein Noors plaatselijk platenlabel.